# مايكل شميت
مايكل شميت (بالألمانية: Michael Schmidt) (و. 1962  م) هو لاعب كرة قدم، من ألمانيا، ولد في برلين، يلعب كمُدَافِع.

## روابط خارجية
- مايكل شميت على موقع قاعدة بيانات كرة القدم.إي يو (الإنجليزية)
- مايكل شميت على موقع بيانات كرة القدم. دي إي (الألمانية)
- مايكل شميت على موقع عالم كرة القدم.نت (الإنجليزية)